# Sindrome di Legius
La sindrome di Legius (LS) è una malattia genetica a trasmissione autosomica dominante caratterizzata dalla presenza di macchie caffellatte. Descritta per la prima volta nel 2007 da Eric Legius, professore della Katholieke Universiteit Leuven, è spesso scambiata per la neurofibromatosi di tipo 1 (NF-1), ed è pertanto chiamata anche neurofibromatosis type 1-like syndrome (NFLS). È causata da una mutazione genetica di SPRED1.

## Epidemiologia
La prevalenza della malattia non è ancora stata determinata con precisione, anche come conseguenza del fatto che viene spesso scambiata per la neurofibromatosi di tipo 1.

## Eziopatogenesi
Il gene coinvolto è Sprouty-related, EVH1 domain containing 1 o SPRED1, localizzato sul cromosoma 15.

## Clinica
La malattia, annoverata tra le facomatosi, è caratterizzata dalla presenza di macchie cutanee pigmentarie, definite macchie caffellatte, e lentiggini inguinali e ascellari. A differenza della neurofibromatosi di tipo 1 non comporta la predisposizione a neurofibromi e altre neoplasie.